# سیارک ۴۳۲۵
سیارک ۴۳۲۵ (به انگلیسی: 4325 Guest، نامگذاری:1982HL) چهار هزار و سیصد و بیست و پنجمین سیارک کشف شده‌است که در ۱۸ آوریل ۱۹۸۲ کشف شد.
قدر مطلق سیارک برابر ۱۲٫۶۰ است.